# Carnegie (cheval)
Carnegie (1991-2012) est un cheval de course pur-sang anglais, spécialisé dans les courses de plat. Propriété du Cheikh Mohammed Al Maktoum, entraîné par André Fabre, il est le lauréat du Prix de l'Arc de Triomphe en 1994.

## Carrière de courses
Né dans la pourpre, élevé par Robert Sangster à Swettenham Stud, Carnegie est vendu à Mohammed ben Rachid Al Maktoum et envoyé à Chantilly aux bons soins d'André Fabre. Il débute à 3 ans par une victoire dans un maiden à Saint Cloud. Il enchaîne avec une deuxième place dans une Listed, derrière Rainbow Dancer et devant Tikkanen et Solid Illusion. Un lot particulièrement bien composé puisque ces quatre poulains animeront le printemps classique et qu'ils s'avèreront tous des chevaux de groupe 1 (seul Solid Illusion ne gagnera pas à ce niveau, mais il y glanera de nombreuses accessits). Carnegie ne semble toutefois pas encore du même bois qu'eux : il échoue à la cinquième place du Prix Greffulhe (remporté par Tikkanen devant Solid Illusion), derrière Celtic Arms, le futur vainqueur du Prix du Jockey Club. Rabotant ses ambitions classiques, le partenaire de Thierry Jarnet esquive les grandes épreuves du printemps et redescend au niveau Listed pour s'adjuger le Prix Pelleas à Évry. À l'orée de l'été, ce poulain tardif semble enfin arrivé à maturité et le confirme par une première victoire de groupe dans le Prix Eugène Adam. Ayant évité les combats difficiles du printemps, c'est en poulain sur la montante qu'il aborde l'automne en retrouvant ses contemporains dans le Prix Niel, dans lequel Celtic Arms fait aussi sa rentrée. Sa nette victoire ce jour-là le propulse parmi les favoris du Prix de l'Arc de Triomphe, où il se présente en nouveau chef de file des 3 ans français. Et il y trouve la consécration, succédant à sa mère Detroit et apportant un premier Arc au tout puissant Cheikh Mohammed. 
Carnegie, qui aurait pu se retirer au haras sur ce coup d'éclat, reste à l'entraînement pour défendre son statut d'Arc-winner. Il fait sa rentrée tard dans la saison, dans la Coronation Cup en juin à Ascot. Une rentrée décevante, puisqu'il termine cinquième, nettement battu par son compagnon de box Sunshack. Mais s'il en appelle vite de cette défaite en remportant son second groupe 1, le Grand Prix de Saint-Cloud, il peine ensuite à faire honneur à son rang, échouant nettement dans les King George VI And Queen Elizabeth Diamond Stakes remportés par l'énigmatique prodige Lammtarra. Décidément irrégulier, il remet une nouvelle fois les pendules à l'heure dans le Prix Foy, qu'il gagne à la lutte face à l'excellente Balanchine (lauréate des Oaks et de l'Irish Derby), et puis sombre une nouvelle fois en tentant de défendre son titre dans un Prix de l'Arc de Triomphe qui est l'apanage de Lammtarra. Sa dernière sortie est toutefois honorable, puisqu'il prend le second accessit du Breeder's Cup Turf. Il rentre au haras en laissant le souvenir d'un vainqueur d'Arc ordinaire (noté 129 par Timeform), mais un vainqueur d'Arc tout de même que son entraîneur a su amener au maximum de ses moyens le jour où il le fallait.

### Résumé de carrière
| Date         | Hippodrome   | Pays        | Course                                  | Statut      | Distance    | Jockey      | Place       | Écart       | Vainqueur ou deuxième |
| 1994, 3 ans  | 1994, 3 ans  | 1994, 3 ans | 1994, 3 ans                             | 1994, 3 ans | 1994, 3 ans | 1994, 3 ans | 1994, 3 ans | 1994, 3 ans | 1994, 3 ans           |
| ------------ | ------------ | ----------- | --------------------------------------- | ----------- | ----------- | ----------- | ----------- | ----------- | --------------------- |
| 15 mars      | Saint-Cloud  | France      | Prix Dardo                              | Maiden      | 2 000 m     | T. Jarnet   | 1er / 7     | 2           | Syphax du Redour      |
| 4 avril      | Longchamp    | France      | Prix de Courcelles                      | Listed      | 2 100 m     | T. Jarnet   | 2e / 9      | 2           | Rainbow Dancer        |
| 24 avril     | Longchamp    | France      | Prix Greffulhe                          | Gr. 2       | 2 100 m     | T. Jarnet   | 5e / 7      | 3 ½         | Tikkanen              |
| 22 juin      | Évry         | France      | Prix Pelleas                            | Listed      | 2 000 m     | T. Jarnet   | 1er / 5     | 1 ½         | Zillion               |
| 14 juillet   | Saint-Cloud  | France      | Prix Eugène Adam                        | Gr. 2       | 2 000 m     | T. Jarnet   | 1er / 7     | 1/2         | Cafe Milano           |
| 12 septembre | Longchamp    | France      | Prix Niel                               | Gr. 2       | 2 400 m     | T. Jarnet   | 1er / 9     | 1 ½         | Northern Spur         |
| 2 octobre    | Longchamp    | France      | Prix de l'Arc de Triomphe               | Gr. 1       | 2 400 m     | T. Jarnet   | 1er / 20    | cte enc.    | Hernando              |
| 1995, 4 ans  |              |             |                                         |             |             |             |             |             |                       |
| 10 juin      | Epsom        | Royaume-Uni | Coronation Cup                          | Gr. 1       | 2 400 m     | T. Jarnet   | 5e / 7      | 4 ¾         | Sunshack              |
| 2 juillet    | Saint-Cloud  | France      | Grand Prix de Saint-Cloud               | Gr. 1       | 2 400 m     | T. Jarnet   | 1er / 8     | cte enc.    | Luso                  |
| 22 juillet   | Ascot        | Royaume-Uni | King George VI & Queen Elizabeth II St. | Gr. 1       | 2 400 m     | T. Jarnet   | 5e / 7      | 3 ½         | Lammtarra             |
| 10 septembre | Longchamp    | France      | Prix Foy                                | Gr. 2       | 2 400 m     | T. Jarnet   | 1er / 4     | cte tête    | Balanchine            |
| 1er octobre  | Longchamp    | France      | Prix de l'Arc de Triomphe               | Gr. 1       | 2 400 m     | T. Jarnet   | 6e / 16     | 7 ¼         | Lammtarra             |
| 28 octobre   | Belmont Park | États-Unis  | Breeders' Cup Turf                      | Gr. 1       | 2 400 m     | T. Jarnet   | 3e / 13     | 1 ¾         | Northern Spur         |

## Au haras
Au haras, malgré ses origines prestigieuses, Carnegie n'a produit aucun cheval de son envergure. Il fit la monte à Shadai Farm, le plus grand haras japonais. On peut toutefois noter, parmi sa progéniture, Tuesday Joy, lauréate de groupe I en Océanie, et Mejiro Frances, la mère du champion japonais Maurice (Yasuda Kinen, Hong Kong Mile, Tenno Sho, Hong Kong Cup..., cheval de l'année au Japon en 2015). Il meurt en août 2012 en Australie, à 21 ans.

## Origines
Carnegie est le fruit d'un croisement exceptionnel entre celui qui est le meilleur étalon du monde à l'époque, Sadler's Wells, et rien moins qu'une gagnante d'Arc, Detroit. Cette jument appartenant à Robert Sangster ne remporta pas d'autre groupe 1, chose rare pour un vainqueur d'Arc. Elle a bien produit au haras en donnant, outre Carnegie, les bons Antisaar (par Northern Dancer), vainqueur d'un Prix Guillaume d'Ornano, Lake Erie (par Kings Lake), lauréat des St. Simon Stakes (Gr.3), et placé dans des groupe 2 pour stayers, et Wayne County, un propre frère de Carnegie placé au niveau groupe 3. Detroit était par ailleurs la seule de l'excellente Durtal (par Lyphard), meilleure 2 ans d'Angleterre en 1976, lauréate des Cheveley Park Stakes, deuxième à 3 ans de la Poule d'Essai des Pouliches, et mère du champion stayer Gildoran, double vainqueur de la Gold Cup d'Ascot. 

### Pedigree
| Origines de Carnegie (IRE), mâle bai né en 1991 | Origines de Carnegie (IRE), mâle bai né en 1991 | Origines de Carnegie (IRE), mâle bai né en 1991 | Origines de Carnegie (IRE), mâle bai né en 1991 |
| ----------------------------------------------- | ----------------------------------------------- | ----------------------------------------------- | ----------------------------------------------- |
| Père Sadler's Wells                             | Northern Dancer                                 | Nearctic                                        | Nearco                                          |
| Père Sadler's Wells                             | Northern Dancer                                 | Nearctic                                        | Lady Angela                                     |
| Père Sadler's Wells                             | Northern Dancer                                 | Natalma                                         | Native Dancer                                   |
| Père Sadler's Wells                             | Northern Dancer                                 | Natalma                                         | Almahmoud                                       |
| Père Sadler's Wells                             | Fairy Bridge                                    | Bold Reason                                     | Hail To Reason                                  |
| Père Sadler's Wells                             | Fairy Bridge                                    | Bold Reason                                     | Lalun                                           |
| Père Sadler's Wells                             | Fairy Bridge                                    | Special                                         | Forli                                           |
| Père Sadler's Wells                             | Fairy Bridge                                    | Special                                         | Thong                                           |
| Mère Detroit                                    | Riverman                                        | Never Bend                                      | Nasrullah                                       |
| Mère Detroit                                    | Riverman                                        | Never Bend                                      | Lalun                                           |
| Mère Detroit                                    | Riverman                                        | River Lady                                      | Prince John                                     |
| Mère Detroit                                    | Riverman                                        | River Lady                                      | Nile Lily                                       |
| Mère Detroit                                    | Derna                                           | Sonny Boy                                       | Jock                                            |
| Mère Detroit                                    | Derna                                           | Sonny Boy                                       | Fille de Soleil                                 |
| Mère Detroit                                    | Derna                                           | Miss Barberie                                   | Noreman                                         |
| Mère Detroit                                    | Derna                                           | Miss Barberie                                   | Vaneuse (Famille 16-c)                          |